# キャスティング (スポーツ)
キャスティングは、竿やリールを使ったスポーツ競技。
世界選手権は、1957年から始まった。ワールドゲームズでは、第1回大会から実施されていたが、第8回大会以降は採用が見送られている。日本ではマイナーながら世界に通用するトップクラスの選手も少数存在する。ワールドゲームズ2001では記念切手が発行されている。

## 主な競技スタイル
- アキュラシー-ポイントに重りや毛針をより正確に投げることを目的。
- ディスタンス-より遠くに飛ばすことを目的